# يان تورنر
يان تورنر (بالإنجليزية: Ian Turner)‏ (17 يناير 1953 بميدلزبرة في المملكة المتحدة - ) هو لاعب كرة قدم بريطاني في مركز حراسة المرمى. لعب مع غريمسبي تاون ونادي ساوثهامبتون ونادي لوتون تاون ونادي والسول ونيوبورت كونتي وهدرسفيلد تاون ونادي هاليفاكس تاون ولينكولن سيتي أف سي ونادي سالزبري سيتي وA.F.C. Totton ‏ وفورت لودردايل سترايكرز وRoad-Sea Southampton F.C. ‏ وWaterlooville F.C. ‏ وويتني تاون ‏.

## وصلات خارجية
- يان تورنر على موقع قاعدة بيانات كرة القدم.إي يو (الإنجليزية)